# Валі-Спрінгс (Арканзас)
Валі-Спрінгс (англ. Valley Springs) — місто (англ. town) в США, в окрузі Бун штату Арканзас. Населення — 183 особи (2010).

## Географія
Валі-Спрінгс розташоване на висоті 331 метр над рівнем моря за координатами 36°9′14″ пн. ш. 92°59′24″ зх. д. / 36.15389° пн. ш. 92.99000° зх. д. (36.154027, -92.989890).  За даними Бюро перепису населення США в 2010 році місто мало площу 1,37 км², уся площа — суходіл.

## Демографія
Згідно з переписом 2010 року, у місті мешкали 183 особи в 69 домогосподарствах у складі 50 родин. Густота населення становила 133 особи/км².  Було 83 помешкання (61/км²). 
Расовий склад населення:
| - 95,6 % — білих - 1,1 % — корінних американців - 0,5 % — чорних або афроамериканців |

До двох чи більше рас належало 2,7 %. Іспаномовні складали 3,8 % від усіх жителів.
За віковим діапазоном населення розподілялося таким чином: 25,7 % — особи молодші 18 років, 60,6 % — особи у віці 18—64 років, 13,7 % — особи у віці 65 років та старші. Медіана віку мешканця становила 36,1 року. На 100 осіб жіночої статі у місті припадало 81,2 чоловіків;  на 100 жінок у віці від 18 років та старших — 86,3 чоловіків також старших 18 років.
Середній дохід на одне домашнє господарство  становив 42 848 доларів США (медіана — 41 786), а середній дохід на одну сім'ю — 48 978 доларів (медіана — 46 364). За межею бідності перебувало 11,2 % осіб, у тому числі 7,6 % дітей у віці до 18 років та 7,0 % осіб у віці 65 років та старших.
Цивільне працевлаштоване населення становило 75 осіб. Основні галузі зайнятості: транспорт — 25,3 %, науковці, спеціалісти, менеджери — 13,3 %, освіта, охорона здоров'я та соціальна допомога — 12,0 %.
За даними перепису населення 2000 року в Валі-Спрінгсі мешкало 167 осіб, 52 родини, налічувалося 66 домашніх господарств і 73 житлових будинки. Середня густота населення становила близько 139 осіб на один квадратний кілометр. Расовий склад Валі-Спрінгса за даними перепису розподілився таким чином: 95,21 % білих, 1,20 % — корінних американців, 1,20 % — азіатів, 0,60 % — вихідців с тихоокеанських островів, 1,20 % — представників змішаних рас, 0,60 % — інших народів. іспаномовні склали 0,60 % від усіх жителів містечка.
З 66 домашніх господарств в 34,8 % — виховували дітей віком до 18 років, 63,6 % представляли собою подружні пари, які спільно проживали, в 13,6 % сімей жінки проживали без чоловіків, 21,2 % не мали сімей. 16,7 % від загального числа сімей на момент перепису жили самостійно, при цьому 6,1 % склали самотні літні люди у віці 65 років та старше. Середній розмір домашнього господарства склав 2,53 особи, а середній розмір родини — 2,85 особи.
Населення містечка за віковим діапазоном за даними перепису 2000 року розподілилося таким чином: 28,7 % — жителі молодше 18 років, 5,4 % — між 18 і 24 роками, 29,3 % — від 25 до 44 років, 25,7 % — від 45 до 64 років і 10,8 % — у віці 65 років та старше. Середній вік мешканця склав 36 років. На кожні 100 жінок в Валі-Спрінгсі припадало 85,6 чоловіків, у віці від 18 років та старше — 83,1 чоловіків також старше 18 років.
Середній дохід на одне домашнє господарство в містечкі склав 27 143 долара США, а середній дохід на одну сім'ю — 27 321 долар. При цьому чоловіки мали середній дохід в 16 136 доларів США на рік проти 17 708 доларів середньорічного доходу у жінок. Дохід на душу населення в містечкі склав 11 614 доларів на рік. 17,6 % від усього числа сімей в окрузі і 18,0 % від усієї чисельності населення перебувало на момент перепису населення за межею бідності, при цьому 24,4 % з них були молодші 18 років і 10,5 % — у віці 65 років та старше.